# Вечерна гимназия „Христо Смирненски“ (Шумен)
Вечерна гимназия „Христо Смирненски“ е гимназия в град Шумен, разположена на адрес: ул. „Ген. Н. Г. Столетов“ № 16. Директор на училището е Марияна Димитрова.